# Hoofdklasse 2009-10
La Liga Premier Surinamesa 2009-10 conocida como Hoofdklasse Digicel, por motivos de patrocinio, es la septuagésima sexta edición del torneo de Primera División del Fútbol de Surinam. La temporada inició el 7 de octubre del 2009, con el triunfo del Leo Victor 3-0 sobre el SV Robinhood. El campeonato finalizó el 9 de mayo del 2010.
El Inter Moengotapoe se proclamó campeón de la liga – su tercera conquista – mientras que el FCS Nacional y el Jai Hanuman descendieron.

## Sistema de competición
El modo de disputa es el de todos contra todos a partidos de ida y vuelta, es decir a dos rondas compuestas por nueve jornadas cada una con localía recíproca. Se convierte en campeón el equipo que acumula la mayor cantidad de puntos al término de las 18 jornadas.

## Producto de la clasificación
- El torneo coronará al campeón número 76 en la historia de la SVB-Hoofdklasse.

- Este obtendrá a su vez el acceso[1] a la primera ronda del Campeonato de Clubes de la CFU 2011.

- El segundo lugar en la tabla tendrá acceso[1] a la primera ronda del Campeonato de Clubes de la CFU 2011.

- Por último, serán determinados, sobre la base de su posición en la tabla, el equipo descendido a la SVB-Eerste Klasse[1] (Segunda División) y el que debe jugar por la promoción de categoría.

## Ascensos y descensos
| Club         | Ascendido como                                                 |
| ------------ | -------------------------------------------------------------- |
| Jai Hanuman  | Campeón SVB-Eerste Klasse 2008-09                              |
| The Brothers | Subcampeón SVB-Eerste Klasse 2008-09 y ganador de la Promoción |

| Club              | Descendido como                                      |
| ----------------- | ---------------------------------------------------- |
| SV Excelsior      | 9º en Hoofdklasse 2008-09 y perdedor de la promoción |
| Super Red Eagles  | 10º en Hoofdklasse 2008-09                           |
| SCSV Takdier Boys | 11º en Hoofdklasse 2008-09                           |

## Equipos participantes
| Club                 | Ciudad     | Estadio                    | Capacidad | Posición 2008-09 |
| -------------------- | ---------- | -------------------------- | --------- | ---------------- |
| SV Boskamp           | Boskamp*   | Estadio J. Eliazer         | 1,000     | 5º               |
| Inter Moengotapoe    | Moengo     | Estadio Ronnie Brunswijk   | 3,000     | 3º               |
| Jai Hanuman          | Livorno    | Estadio Eddy Blackman      | 2,000     | Ascendido        |
| SV Leo Victor        | Paramaribo | Estadio Dr. Franklin Essed | 3,500     | 2º               |
| FCS Nacional         | Paramaribo | Estadio Nacionello         | 1,500     | 8º               |
| SV Robinhood         | Paramaribo | Estadio André Kamperveen   | 6,000     | 7º               |
| The Brothers         | Coronie    | Estadio Letitia Vriesde    | 1,000     | Ascendido        |
| SV Transvaal         | Paramaribo | Estadio André Kamperveen   | 6,000     | 4º               |
| SV Voorwaarts        | Paramaribo | Voorwaartsveld             | 1,500     | 6º               |
| Walking Bout Company | Paramaribo | Estadio André Kamperveen   | 6,000     | 1º               |

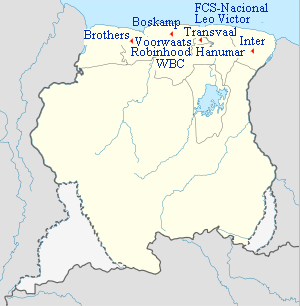
Localización de los equipos participantes.

(*) En esta temporada jugará sus partidos de local en Groningen
A diferencia de la temporada pasada en donde hubo once participantes, el campeonato está integrado por diez equipos, en su mayoría pertenecientes a la capital del país. 
Seis son de Paramaribo, mientras los cinco restantes son de las ciudades de Boskamp, Moengo, Livorno y Coronie.

## Clasificación
Fuente
Aclaración: No se tomaron en cuenta los resultados de la última jornada (18) en la clasificación (véase más abajo en cursiva).
| Pos | Equipo                | Pts | PJ | G  | E | P  | GF | GC | DIF |
| --- | --------------------- | --- | -- | -- | - | -- | -- | -- | --- |
| 1ª  | Inter Moengotapoe (C) | 40  | 17 | 13 | 1 | 3  | 46 | 22 | 24  |
| 2ª  | Walking Bout Company  | 33  | 17 | 10 | 3 | 4  | 37 | 21 | 16  |
| 3ª  | SV Leo Victor         | 30  | 17 | 8  | 6 | 3  | 31 | 25 | 6   |
| 4ª  | SV Robinhood          | 25  | 17 | 7  | 4 | 6  | 29 | 26 | 3   |
| 5ª  | SV Voorwaarts         | 24  | 17 | 6  | 6 | 5  | 27 | 23 | 4   |
| 6ª  | SV Transvaal          | 22  | 17 | 6  | 4 | 7  | 23 | 27 | -4  |
| 7ª  | Boskamp               | 20  | 17 | 5  | 5 | 7  | 19 | 31 | -12 |
| 8ª  | The Brothers          | 12  | 17 | 3  | 3 | 11 | 24 | 36 | -12 |
| 9ª  | Jai Hanuman           | 10  | 17 | 1  | 7 | 9  | 19 | 37 | -18 |
| 10ª | FCS Nacional*         | 6   | 9  | 1  | 3 | 5  | 10 | 17 | -7  |

 Pos=Posición; Pts=Puntos; PJ=Partidos jugados; G=Partidos ganados; E=Partidos empatados; P=Partidos perdidos; GF=Goles a favor; GC=Goles en contra; DIF=Diferencia de gol
(*) Nacional se retiró de la liga el 7 de mayo de 2010, después de la suspensión de casi todos los jugadores debido a su baja participación en las sesiones de entrenamiento; todos los resultados de la segunda mitad de la competición fueron anulados; para cada club, se da el resultado anulado contra Nacional entre paréntesis.
|  | Clasificado para el Campeonato de Clubes de la CFU 2011 |
|  | Zona de Promoción por la permanencia                    |
|  | Zona de descenso directo                                |

## Resultados
Fuente
| Fecha 1           | Fecha 1   | Fecha 1          |
| Equipo Local      | Resultado | Equipo Visitante |
| ----------------- | --------- | ---------------- |
| Leo Victor        | 3 - 0     | SV Robinhood     |
| Jai Hanuman       | 0 - 0     | The Brothers     |
| Boskamp           | 0 - 1     | SV Transvaal     |
| FCS Nacional      | 0 - 0     | WBC              |
| Inter Moengotapoe | 3 - 0     | SV Voorwaarts    |

| Fecha 2       | Fecha 2   | Fecha 2           |
| Equipo Local  | Resultado | Equipo Visitante  |
| ------------- | --------- | ----------------- |
| SV Robinhood  | 1 - 0     | Jai Hanuman       |
| WBC           | 1 - 2     | Inter Moengotapoe |
| The Brothers  | 2 - 3     | Leo Victor        |
| SV Voorwaarts | 6 - 1     | Boskamp           |
| SV Traansvaal | 2 - 0     | FCS Nacional      |

| Fecha 3           | Fecha 3   | Fecha 3          |
| Equipo Local      | Resultado | Equipo Visitante |
| ----------------- | --------- | ---------------- |
| FCS Nacional      | 1 - 3     | SV Voorwaarts    |
| Jai Hanuman       | 2 - 3     | Boskamp          |
| Leo Victor        | 0 - 0     | WBC              |
| SV Transvaal      | 2 - 1     | The Brothers     |
| Inter Moengotapoe | 3 - 1     | SV Robinhood     |

| Fecha 4           | Fecha 4   | Fecha 4          |
| Equipo Local      | Resultado | Equipo Visitante |
| ----------------- | --------- | ---------------- |
| SV Voorwaarts     | 0 - 0     | Leo Victor       |
| Boskamp           | 1 - 1     | SV Robinhood     |
| The Brothers      | 2 - 1     | WBC              |
| Jai Hanuman       | 0 - 1     | SV Transvaal     |
| Inter Moengotapoe | 2 - 1     | FCS Nacional     |

| Fecha 5      | Fecha 5   | Fecha 5           |
| Equipo Local | Resultado | Equipo Visitante  |
| ------------ | --------- | ----------------- |
| WBC          | 2 - 2     | Jai Hanuman       |
| SV Robinhood | 1 - 3     | SV Voorwaarts     |
| FCS Nacional | 2 - 0     | The Brothers      |
| Leo Victor   | 1 - 1     | Boskamp           |
| SV Transvaal | 1 - 2     | Inter Moengotapoe |

| Fecha 6      | Fecha 6   | Fecha 6           |
| Equipo Local | Resultado | Equipo Visitante  |
| ------------ | --------- | ----------------- |
| SV Transvaal | 0 - 3     | Leo Victor        |
| Boskamp      | 1 - 3     | Inter Moengotapoe |
| The Brothers | 2 - 2     | Boskamp           |
| Jai Hanuman  | 1 - 1     | FCS Nacional      |
| WBC          | 2 - 0     | SV Robinhood      |

| Fecha 7       | Fecha 7   | Fecha 7           |
| Equipo Local  | Resultado | Equipo Visitante  |
| ------------- | --------- | ----------------- |
| Jai Januman   | 1 - 1     | Leo Victor        |
| FCS Nacional  | 0 - 1     | Boskamp           |
| The Brothers  | 0 - 3     | Inter Moengotapoe |
| SV Voorwaarts | 0 - 2     | WBC               |
| SV Robinhood  | 2 - 1     | SV Transvaal      |

| Fecha 8      | Fecha 8   | Fecha 8           |
| Equipo Local | Resultado | Equipo Visitante  |
| ------------ | --------- | ----------------- |
| WBC          | 6 - 1     | Boskamp           |
| The Brothers | 1 - 1     | SV Robinhood      |
| Jai Hanuman  | 0 - 4     | Inter Moengotapoe |
| SV Transvaal | 2 - 1     | SV Voorwaarts     |
| Leo Victor   | 3 - 2     | FCS Nacional      |

| Fecha 9           | Fecha 9   | Fecha 9          |
| Equipo Local      | Resultado | Equipo Visitante |
| ----------------- | --------- | ---------------- |
| SV Robinhood      | 5 - 1     | FCS Nacional     |
| Boskamp           | 0 - 1     | The Brothers     |
| Inter Moengotapoe | 5 - 1     | Leo Victor       |
| SV Voorwaarts     | 1 - 1     | Jai Hanuman      |
| WBC               | 2 - 1     | SV Transvaal     |

| Fecha 10      | Fecha 10          | Fecha 10          |
| Equipo Local  | Resultado         | Equipo Visitante  |
| ------------- | ----------------- | ----------------- |
| SV Robinhood  | 3 - 2             | Leo Victor        |
| The Brothers  | 3 - 1             | Jai Hanuman       |
| SV Transvaal  | 1 - 1             | Boskamp           |
| WBC           | 3 - 5 (cancelado) | FCS Nacional      |
| SV Voorwaarts | 2 - 0             | Inter Moengotapoe |

| Fecha 11          | Fecha 11          | Fecha 11         |
| Equipo Local      | Resultado         | Equipo Visitante |
| ----------------- | ----------------- | ---------------- |
| Boskamp           | 0 - 0             | SV Voorwaarts    |
| FCS Nacional      | 1 - 3 (cancelado) | SV Transvaal     |
| Inter Moengotapoe | 2 - 3             | WBC              |
| Jai Hanuman       | 0 - 4             | SV Robinhood     |
| Leo Victor        | 3 - 1             | The Brothers     |

| Fecha 12      | Fecha 12          | Fecha 12          |
| Equipo Local  | Resultado         | Equipo Visitante  |
| ------------- | ----------------- | ----------------- |
| WBC           | 5 - 1             | Leo Victor        |
| Boskamp       | 3 - 0             | Jai Hanuman       |
| The Brothers  | 2 - 3             | SV Transvaal      |
| SV Voorwaarts | 4 - 2 (cancelado) | FCS Nacional      |
| SV Robinhood  | 1 - 1             | Inter Moengotapoe |

| Fecha 13     | Fecha 13          | Fecha 13          |
| Equipo Local | Resultado         | Equipo Visitante  |
| ------------ | ----------------- | ----------------- |
| SV Transvaal | 3 - 3             | Jai Hanuman       |
| SV Robinhood | 1 - 2             | Boskamp           |
| FCS Nacional | 2 - 4 (cancelado) | Inter Moengotapoe |
| WBC          | 3 - 2             | The Brothers      |
| Leo Victor   | 2 - 1             | SV Voorwaarts     |

| Fecha 14          | Fecha 14          | Fecha 14         |
| Equipo Local      | Resultado         | Equipo Visitante |
| ----------------- | ----------------- | ---------------- |
| Boskamp           | 0 - 0             | Leo Victor       |
| The Brothers      | 3 - 1 (cancelado) | FCS National     |
| SV Voorwaarts     | 1 - 1             | SV Robinhood     |
| Inter Moengotapoe | 2 - 1             | SV Transvaal     |
| Jai Hanuman       | 4 - 1             | WBC              |

| Fecha 15          | Fecha 15          | Fecha 15         |
| Equipo Local      | Resultado         | Equipo Visitante |
| ----------------- | ----------------- | ---------------- |
| SV Robinhood      | 2 - 3             | WBC              |
| FCS Nacional      | 1 - 1 (cancelado) | Jai Hanuman      |
| SV Voorwaarts     | 2 - 1             | The Brothers     |
| Inter Moengotapoe | 3 - 0             | Boskamp          |
| Leo Victor        | 1 - 1             | SV Transvaal     |

| Fecha 16          | Fecha 16          | Fecha 16         |
| Equipo Local      | Resultado         | Equipo Visitante |
| ----------------- | ----------------- | ---------------- |
| Boskamp           | 3 - 2 (cancelado) | FCS Nacional     |
| Inter Moengotapoe | 4 - 2             | The Brothers     |
| SV Transvaal      | 0 - 2             | SV Robinhood     |
| Leo Victor        | 3 - 1             | Jai Hanuman      |
| WBC               | 3 - 0             | SV Voorwaarts    |

| Fecha 17          | Fecha 17          | Fecha 17         |
| Equipo Local      | Resultado         | Equipo Visitante |
| ----------------- | ----------------- | ---------------- |
| Boskamp           | 1 - 3             | WBC              |
| FCS Nacional      | 3 - 3 (cancelado) | Leo Victor       |
| Inter Moengotapoe | 5 - 2             | Jai Hanuman      |
| SV Robinhood      | 3 - 2             | The Brothers     |
| SV Voorwaarts     | 3 - 2             | SV Transvaal     |

| Fecha 18     | Fecha 18  | Fecha 18          |
| Equipo Local | Resultado | Equipo Visitante  |
| ------------ | --------- | ----------------- |
| SV Transvaal | 1 - 0     | WBC               |
| The Brothers | 2 - 3     | Boskamp           |
| Jai Hanuman  | 1 - 1     | SV Voorwaarts     |
| FCS Nacional | –         | SV Robinhood      |
| Leo Victor   | 4 - 2     | Inter Moengotapoe |

### Play-offs de ascenso y descenso
En los Play-offs de ascenso y descenso se enfrentan el 9° clasificado de la Hoofdklasse 2009-10 (Jai Hanuman) contra el SV Excelsior, de la Segunda división, en una serie de dos partidos a ida y vuelta. El ganador al término de los dos partidos permanece o asciende, según sea el caso, a la Hoofdklasse 2010-11.
| 9 de junio de 2010 | SV Excelsior | 3:0 | Jai Hanuman |  |  |

| 13 de junio de 2010 | Jai Hanuman | 2:0 | SV Excelsior |  |  |

## Estadísticas a mitad de temporada (Jornada 9)
Fuente
| Posición | Jugador           | Club              | Goles |
| -------- | ----------------- | ----------------- | ----- |
| 1        | Amaktie Maasie    | Inter Moengotapoe | 6     |
| 1        | Anthony Abrahams  | SV Leo Victor     | 6     |
| 1        | Jungelo Brunswick | Inter Moengotapoe | 6     |
| 2        | Vahid Vinisie     | SV Voorwaarts     | 5     |
| 2        | Romeo Jomena      | SV Voorwaarts     | 5     |
| 2        | Clifford Alleyne  | SV Robinhood      | 5     |

| Nombre           | Club          | Juegos | GC | POR. |
| ---------------- | ------------- | ------ | -- | ---- |
| Brian Damba      | Inter MT      | 9      | 7  | 0,77 |
| Andre Zebeda     | WBC           | 7      | 6  | 0,85 |
| Obrendo Huiswoud | SV Voorwaarts | 8      | 9  | 1,12 |
| Manuel Kowid     | SV Leo Victor | 7      | 11 | 1,57 |
| Richard Renolds  | SV Robinhood  | 7      | 11 | 1,57 |

- En 45 juegos, hay 256 tarjetas amarillas y 18 tarjetas rojas mostradas.
- Hay un promedio de 4,80 tarjetas amarillas por juego.
- Ha habido 133 goles marcados, en promedio 2.95 por juego.
- Jannai Platón (The Brothers) y Bruce Diporedjo (SV Robinhood), ambos de 16, han sido jugadores más jóvenes de la liga.
- Jerry Slagveer (The Brothers) y Fits Gerald Bramble han sido los jugadores más veteranos de la liga con 41 y 48 años respectivamente.